# Universal Media Disc

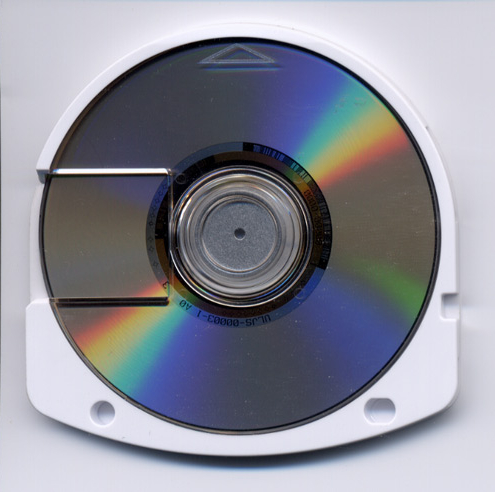
UMD

Az Universal Media Disc (UMD) egy kizárólag PSP-vel kompatibilis optikai adathordozó, amit a Sony fejlesztett ki. 1,8 GB adatot képes tárolni, játékot, videót, zenét, vagy akár ezek kombinációját is tartalmazhatja.

## Általános információk

### Méretek, adattárolás
ECMA-365: Adatcsere 60 mm-es csak olvasható ODC-n – Kapacitás: 1,8 GB
- Méretek: kb. 65 mm (szélesség) × 64 mm (átmérő) × 4,2 mm (vastagság)
- Kapacitás: 1,80 GB (kétrétegű), 900 MB (egyrétegű)
- Lézer hullámhosszúság: 60 nm (vörös lézer)
- Titkosítás: AES 128-bit

### Régiók
A DVD-k régiókódolását a legtöbb UMD-filmnél, zenénél alkalmazzák, de ez a mechanizmus a játékoknál nem engedélyezett.
- Régió 0: Világ
- Régió 1: Egyesült Államok, Kanada
- Régió 2: Európai Unió, Japán, Közel-Kelet, Egyiptom, Dél-Afrika, Grönland
- Régió 3: Tajvan, Dél-Korea, Fülöp-szigetek, Indonézia, Hongkong, Malajzia, Szingapúr
- Régió 4: Ausztrália, Új-Zéland, Csendes-óceáni szigetek, Mexikó és Dél-Amerika
- Régió 5: Oroszország, Kelet-Európa, India, Afrika legtöbb országa, Észak-Korea, Mongólia
- Régió 6: Kína